# Conrad Heyer
Conrad Heyer (ur. 10 kwietnia 1749 w Waldoboro, zm. 19 lutego 1856 tamże) – amerykański farmer i weteran rewolucji amerykańskiej, który uważany jest za najwcześniej urodzoną osobę, która została kiedykolwiek sfotografowana.

## Życiorys
Conrad Heyer urodził się w 1749 roku w wiosce Waldoboro w stanie Maine, wtedy znanej jako „Broad Bay”, która była częścią Prowincji Massachusetts Bay. Przed jego narodzinami osada została złupiona i wyludniona przez ataki Abenaków, w efekcie została powtórnie zasiedlona przez niemieckich imigrantów przybyłych z Nadrenii. Pośród tych osadników znajdowali się rodzice Conrada Heyera, który mógł być pierwszym dzieckiem w tej osadzie urodzonym w nowym kraju.
Podczas rewolucji amerykańskiej Heyer walczył w Armii Kontynentalnej pod dowództwem George’a Washingtona. Został zwolniony z wojska w 1776 roku. Po wojnie powrócił do Waldoboro, gdzie do końca życia był farmerem. Heyer zmarł w 1856 roku i został pochowany z honorami wojskowymi.
W 1852, w wieku 103 lat, Heyer pozował do dagerotypowego portretu. Uważa się go tym samym za najwcześniej urodzoną osobę, której fotografia zachowała się do dzisiaj. Twierdzenie to bywa jednak podważane, gdyż sfotografowano także inne osoby: szewca Johna Adamsa, który twierdził, że urodził się w 1745 roku, weterana rewolucji amerykańskiej Baltusa Stone’a, który podawał rok 1744 jako rok urodzenia oraz niewolnika Caesara, rzekomo urodzonego w 1738 roku.